# Elisabeth Samson

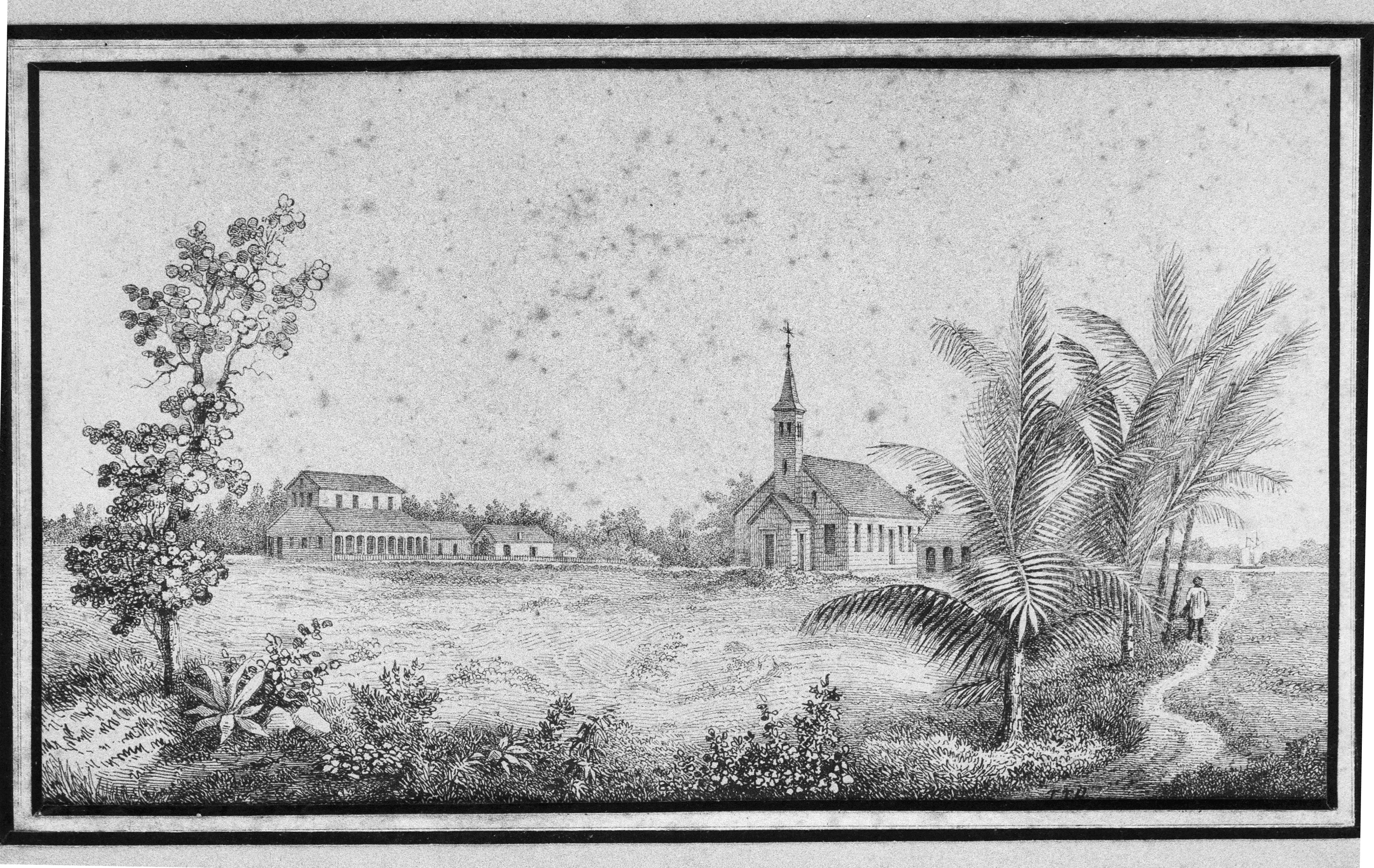
Plantación Clevia, cerca de Paramaribo, Surinam.

Elisabeth Samson (1715-1771) fue propietaria de una plantación de café afro-surinamesa. Nació en 1715 en Paramaribo de una esclava liberada, conocida como Mariana. Todos sus otros hermanos habían nacido como esclavos y fueron emancipados por su medio hermano Charlo Jansz. Criada en la casa de su media hermana Maria Jansz, Samson aprendió a leer y escribir por sus cuñados, quienes también la capacitaron en los negocios. Comenzó a adquirir propiedades a la edad de 19 años, pero fue desterrada de la colonia en 1736 después de ser declarada culpable de difamación. Su apelación, escuchada por el Parlamento holandés, tuvo éxito y regresó a Surinam en 1739.
Después de adquirir esclavos y dos pequeñas plantaciones de café, Samson entabló una relación con Carl Otto Creutz. Creutz era un soldado al que el gobernador otorgó la propiedad de tierras en 1749 por sus servicios en hacer las paces con los cimarrones locales. Centrado en su carrera militar y la política colonial, entregó su plantación, Clevia, a la dirección de Samson. Ella trajo a sus propios esclavos para trabajar en su plantación y en dos años, la pareja redactó un documento que confirmaba su propiedad conjunta de Clevia, así como de un rancho ganadero y dos casas adosadas en la ciudad de Paramaribo. Cuando Creutz murió en 1762, su propiedad a medias y otras propiedades pasaron conjuntamente a Samson y sus hermanos, pero ella compró sus intereses en dos años. Samson continuó adquiriendo propiedades con varios miembros de la familia, incluida su hermana Nanette, con quien estableció un exitoso negocio de exportación, que comerciaba con su propio barco.
En 1767, Elisabeth se casó con Hermanus Daniel Zobre (1737-1784) y se convirtió en la primera mujer negra en Surinam en casarse con un hombre blanco. Fue propietaria de una importante plantación de café y comerciante de exportaciones de café hasta su muerte en 1771. Su éxito como persona de negocios, dueña de esclavos negros y su matrimonio con una pareja blanca desafió las normas raciales y de género de la época. Si bien su historia personal brinda información sobre las formas en que las mujeres negras y mestizas contribuyeron a la economía y desafiaron las normas sociales, también amplía el conocimiento de la organización social del siglo XVIII en Surinam. Su vida y las controversias que rodean sus elecciones han sido examinadas por la erudición moderna y en los estudios literarios.

## Primeros años
Elisabeth Samson nació en 1715 en Paramaribo, Surinam, la hija menor de una mujer liberta, que había tomado el nombre de Mariana cuando su emancipación de la esclavitud, y un padre negro desconocido. Mariana había sido originalmente conocida como Nanoe y fue traída a Surinam alrededor de 1700 desde Saint Kitts por su dueño Jan van Susteren. Susteren fue padre de dos hermanos mayores con Nanoe, Charlo y Maria Jansz, antes de su muerte en 1712. Su testamento ordenaba que Nanoe y sus dos hijos fueran liberados, aunque los otros seis hijos de Nanoe con hombres negros debían permanecer como esclavos de su esposa. Estos tres miembros de la familia obtuvieron su libertad en 1713, con el resultado de que cuando Elizabeth nace es una "negra" libre. Según la historiadora Cynthia McLeod, las distinciones raciales del siglo XVIII en Surinam eran marcadores claramente delineados de estatus social y uno solo podía ser considerado negro si no hubiera una ascendencia mixta. Los hijos de una unión de blancos y negros se conocían como mulatos, mientras que los de un mulato o un indígena y una persona blanca se conocían como mestizos, mientras que la unión de un mulato y un negro o indígena produjo niños identificados como "karboeger". Había otras distinciones para las personas de menor grado de sangre no blanca. El hecho de que Samson, en una carta oficial, se declarara "una negra nacida libre" la identifica padre y madre como ambos descendientes de africanos.. El medio hermano de Samson, Charlo, compró el resto de sus hermanos a la viuda de Susteren y antes de su muerte en 1732 logró obtener manumisión para cada uno de ellos.
Samson se crio en la casa de su media hermana María y su esposo Pierre Mivela, un comerciante suizo y propietario de la "Plantación Salzhallen". Cuando Mivela murió, María se volvió a casar con un plantador, Frederick Coenraad Bossche, quien continuó proporcionando un hogar para Samson. En las casas de sus dos cuñados, a Sansón se le enseñó a leer y escribir y también aprendió a contar. 
Fue bautizada cuando tenía diez años y el certificado indica su conocimiento de la Biblia. Desde temprana edad, trabajó con Bossche en su negocio de importación y a los 19 había comenzado a adquirir su propia propiedad. En 1736, Samson fue condenada por difamación por habiendo difundido rumores sobre una supuesta disputa entre el  Gobernador  Johan Raye van Breukelerwaard y un calderero local, el Sr. Peltser (Pelzer) y su esposa. Condenada y desterrada de la colonia en 1737, fue a los Países Bajos para apelar el veredicto. Un abogado contratado por Bossche presentó el caso ante los  Estados Generales y los de La Haya, donde Sansón residía en el exilio y trabajó en el caso durante casi dos años desde Surinam. En 1739, fue exonerada y regresa a casa.

## Carrera
Samson comenzó a adquirir esclavos y compró las plantaciones de café Toevlught y Welgemoed durante los siguientes tres años. A mediados de los años veinte, se involucró en una relación comercial y personal con Carl Otto Creutz. Creutz era originario de Emmerich am Rhein en el Ducado de Cleves, había llegado a Surinam en 1733 como cadete del ejército y vivía en la casa de la hermana y el cuñado de Samson. Ascendiendo de rango hasta capitán y ayudando con éxito al gobernador Jan Jacob Mauricius en la negociación paz con los cimarrones locales, Creutz recibió una plantación de 1,000 acres, Clevia, en 1749. Para trabajar en la plantación, Samson trajo a sus 200 esclavos, que habían quedado como propiedad personal. 
Desde el siglo XVII, a las mujeres holandesas se les permitió mantener propiedades por derecho propio, operando como feme soles, lo que les daba derecho a operar económicamente con prácticamente los mismos privilegios que los hombres, aunque sus salarios no eran por lo general adecuados para proporcionar una vida independiente. A las mujeres se les negó el derecho a una educación e interacción pública, como el voto, y no fueron aceptadas como ciudadanas hasta finales del siglo XVIII. Las mujeres holandesas coloniales que decidieron casarse, tenían la opción de elegir un matrimonio manus, sometiéndose a coverture, o un matrimonio usus, manteniendo su identidad separada. En el siglo XVIII, las mujeres holandesas solteras, al alcanzar la mayoría de edad, estaban obligadas por ley a elegir un tutor para que las representara en los procedimientos legales; mientras que a las mujeres casadas se les prohibía realizar transacciones financieras por su cuenta. Normalmente se consideraba que los esclavos eran el inventario de una plantación, pero en el caso de Samson, declaró específicamente en los documentos de registro de Clevia que los esclavos eran su propiedad personal. Rosemarijn Ho Need, señala lo inusual que era la propiedad de esclavos por parte de mujeres negras libres. En 1731, un hombre negro libre se registró como el primer esclavista; en 1735 tres mujeres negras libres se registraron como propietarias de esclavos. Hasta 1752, solo cuatro mujeres negras libres se habían registrado como propietarias de esclavas, entre las que se encontraban Samson y sus hermanas Catharina y Nanette.